# Rhaphium borisovi
Rhaphium borisovi  (лат.) — вид мух-зеленушек из семейства Dolichopodidae. Эндемики южной тундры Таймыра (Таймырский заповедник, окр. реки Новая; Красноярский край, Россия). Длина тела 2,4–2,8 мм, длина крыла 2,5–2,6 мм. Лицо серебристо-белое с параллельными боками, лоб зелёный. Усики чёрные. Грудь металлически зелёная; проэпистернум с группой коротких палево-жёлтых волосков. Соотношение длин голени и 1-5-х члеников лапок передней пары ног: 29/11/7/5/3/4. Брюшко зелёное (тергиты с чёрными, а стерниты с белыми волосками). Близок к виду Rhaphium gruniniani Negrobov, 1979, отличаясь жёлтой апикальной половиной передних тазиков и вершинами средних и задних тазиков ног (у R. gruniniani тазики полностью чёрные). Вид был описан в 2012 году российскими диптерологами Олегом Негробовым, Ольгой Селивановой (оба из Воронежского университета, Воронеж) и Анатолием Баркаловым (Институт систематики и экологии животных СО РАН) и назван в честь русского одонатолога Сергея Борисова (Новосибирск).